# Materdomini Volley 2016-2017
Questa voce raccoglie le informazioni riguardanti la Materdomini Volley nelle competizioni ufficiali della stagione 2016-2017.

## Stagione
La stagione 2016-17 è per la Materdomini Volley la decima, la quarta consecutiva, in Serie A2: viene confermato l'allenatore, Vincenzo Fanizza, che alcuni giocatori, come Simone Scopelliti, Giovanni Primavera e Giovanni Gargiulo; tra i nuovi acquisti quelli di Cristian Casoli, Giacomo Bellei, Nicholas Sighinolfi e Alessio Fiore, mentre tra le cessioni quelle di Lorenzo Bonetti, Andrea Galaverna, Matteo Pedron e Simmaco Tartaglione.
Il campionato si apre con due sconfitte: la prima vittoria arriva alla terza giornata contro il Volley Tricolore Reggio Emilia; seguono quindi altre tre sconfitte, mentre nelle ultime tre giornate del girone di andata la squadra di Castellana Grotte ottiene due successi e una gara persa, chiudendo al decimo posto in classifica, non utile per qualificarsi alla Coppa Italia di Serie A2. Il girone di ritorno ha inizio con la vittoria sulla M&G Scuola Pallavolo; il club pugliese perde poi le sei sfide successive, per vincere le ultime gare della regular season, concludendo al nono posto nel proprio girone. Accede alla pool salvezza: nelle cinque partite disputate sia nel girone di andata sia in quello di ritorno ottiene tre successi e due sconfitte, attestandosi al settimo posto in classifica. Nella serie finale dei play-out la sfida è contro la M&G Scuola Pallavolo: la Materdomini Volley perde le tre partite disputate, retrocedendo in Serie B.

## Organigramma societario
Area direttiva
- Presidente: Michele Miccolis
- Vicepresidente: Donato Sabatelli
- Segreteria generale: Luciano Magno

Area organizzativa
- Direttore sportivo: Vito Primavera
- Dirigente: Nicola Basalto, Dario Laruccia
- Responsabile progetto giovani: Antonella Impedovo

Area tecnica
- Allenatore: Vincenzo Fanizza
- Allenatore in seconda: Franco Castiglia
- Scout man: Matteo Pastore
- Assistente allenatore: Antonello D'Alessandro
- Responsabile settore giovanile: Catia Bonfiglio
- Direttore tecnico settore giovanile: Vincenzo Fanizza
- Consulente tecnico: Domenico Lorizio

Area comunicazione
- Ufficio stampa: Antonio Minoia

Area sanitaria
- Medico: Egidio Dalena
- Preparatore atletico: Luigi Di Tano
- Fisioterapista: Alfonso Pavone
- Osteopata: Francesco Boggia

## Rosa
| N° | Nome                | Ruolo | Data di nascita   | Nazionalità sportiva |
| -- | ------------------- | ----- | ----------------- | -------------------- |
| 1  | Alessio Fiore       | S     | 25 dicembre 1982  | Italia               |
| 2  | Giovanni Gargiulo   | C     | 1º settembre 1999 | Italia               |
| 3  | Marco Izzo          | P     | 17 novembre 1994  | Italia               |
| 3  | Piervito Disabato   | S     | 11 febbraio 2001  | Italia               |
| 4  | Leonardo Lacatena   | S     | 16 settembre 1998 | Italia               |
| 5  | Cristian Casoli     | S     | 27 gennaio 1975   | Italia               |
| 6  | Giovanni Primavera  | L     | 29 febbraio 1992  | Italia               |
| 7  | Simone Scopelliti   | C     | 6 aprile 1994     | Italia               |
| 8  | Giuseppe Longo      | P     | 28 luglio 1998    | Italia               |
| 9  | Yuri Occhiogrosso   | C     | 31 marzo 1998     | Italia               |
| 10 | Ugo Buzzelli        | P     | 7 maggio 1994     | Italia               |
| 11 | Damiano Catania     | L     | 28 marzo 2001     | Italia               |
| 12 | Alessandro Nero     | L     | 8 marzo 1997      | Italia               |
| 13 | Giacomo Bellei      | S/O   | 7 febbraio 1988   | Italia               |
| 15 | Daniele Lavia       | S     | 4 novembre 1999   | Italia               |
| 16 | Fabio Losco         | S/O   | 21 giugno 1998    | Italia               |
| 18 | Nicholas Sighinolfi | C     | 11 agosto 1994    | Italia               |

## Mercato
| Acquisti | Acquisti            | Acquisti          | Acquisti   |
| R.       | Nome                | da                | Modalità   |
| -------- | ------------------- | ----------------- | ---------- |
| S/O      | Giacomo Bellei      | BluVolley Verona  | definitivo |
| P        | Ugo Buzzelli        | Callipo           | definitivo |
| S        | Cristian Casoli     | Callipo           | definitivo |
| S        | Alessio Fiore       | Impavida Ortona   | definitivo |
| P        | Marco Izzo          | AVS               | definitivo |
| S        | Daniele Lavia       | Corigliano Volley | definitivo |
| C        | Nicholas Sighinolfi | Modena            | definitivo |

| Cessioni | Cessioni             | Cessioni             | Cessioni   |
| R.       | Nome                 | a                    | Modalità   |
| -------- | -------------------- | -------------------- | ---------- |
| S        | Lorenzo Bonetti      | Lupi Santa Croce     | definitivo |
| S        | Andrea Bulfon        | Alessano             | definitivo |
| C        | Michele De Serio     | Olimpia Sant'Antioco | definitivo |
| S/O      | Andrea Galaverna     | Powervolley Milano   | definitivo |
| C        | Alessandro Giosa     | Rinascita Lagonegro  | definitivo |
| P        | Marco Izzo           | Callipo              | definitivo |
| P        | Pietro Latorre       | SBV Galatina         | definitivo |
| S        | Floride Ntotila      | Pag Taviano          | definitivo |
| P        | Matteo Pedron        | Impavida Ortona      | definitivo |
| S        | Alessandro Primavera | ?                    | definitivo |
| L        | Antonio Ratano       | ?                    | definitivo |
| S        | Simmaco Tartaglione  | Atlantide Brescia    | definitivo |

## Risultati

### Serie A2

#### Regular season

##### Girone di andata
| 1ª giornata - 8 ottobre 2016 Palasport Grottazzolina, Grottazzolina | M&G               | 3 - 0 | Materdomini       | 25-17, 25-18, 25-14               |
| 2ª giornata - 16 ottobre 2016 PalaGrotte, Castellana Grotte         | Materdomini       | 1 - 3 | Libertas Brianza  | 17-25, 25-23, 21-25, 23-25        |
| 3ª giornata - 23 ottobre 2016 PalaGrotte, Castellana Grotte         | Materdomini       | 3 - 2 | Tricolore         | 25-27, 21-25, 25-17, 25-19, 15-11 |
| 4ª giornata - 16 ottobre 2016 PalaRota, Spoleto                     | Marconi           | 3 - 1 | Materdomini       | 25-19, 25-22, 22-25, 25-16        |
| 5ª giornata - 6 novembre 2016 PalaGrotte, Castellana Grotte         | Materdomini       | 0 - 3 | Olimpia Bergamo   | 21-25, 21-25, 20-25               |
| 6ª giornata - 13 novembre 2016 PalaManera, Mondovì                  | Mondovì           | 3 - 0 | Materdomini       | 25-20, 25-16, 25-18               |
| 7ª giornata - 20 novembre 2016 PalaGrotte, Castellana Grotte        | Materdomini       | 3 - 2 | Castellana        | 25-18, 25-19, 22-25, 21-25, 15-12 |
| 8ª giornata - 27 novembre 2016 PalaSanFilippo, Brescia              | Atlantide Brescia | 3 - 1 | Materdomini       | 25-21, 25-20, 23-25, 25-20        |
| 9ª giornata - 3 dicembre 2016 PalaGrotte, Castellana Grotte         | Materdomini       | 3 - 1 | Civita Castellana | 25-19, 25-21, 16-25, 25-19        |

##### Girone di ritorno
| 10ª giornata - 8 dicembre 2016 PalaGrotte, Castellana Grotte         | Materdomini       | 3 - 1 | M&G               | 25-21, 28-30, 25-19, 25-16        |
| 11ª giornata - 11 dicembre 2016 PalaParini, Cantù                    | Libertas Brianza  | 3 - 2 | Materdomini       | 16-25, 23-25, 25-20, 25-20, 15-9  |
| 12ª giornata - 18 dicembre 2016 PalaBigi, Reggio nell'Emilia         | Tricolore         | 3 - 0 | Materdomini       | 25-16, 25-13, 25-18               |
| 13ª giornata - 26 dicembre 2016 PalaGrotte, Castellana Grotte        | Materdomini       | 0 - 3 | Marconi           | 16-25, 23-25, 19-25               |
| 14ª giornata - 5 gennaio 2017 PalaNorda, Bergamo                     | Olimpia Bergamo   | 3 - 2 | Materdomini       | 22-25, 25-20, 25-15, 20-25, 15-12 |
| 15ª giornata - 8 gennaio 2017 PalaGrotte, Castellana Grotte          | Materdomini       | 0 - 3 | Mondovì           | 23-25, 19-25, 13-25               |
| 16ª giornata - 19 gennaio 2017 Palazzetto dello Sport, Brendola      | Castellana        | 3 - 1 | Materdomini       | 25-21, 25-15, 25-27, 25-14        |
| 17ª giornata - 22 gennaio 2017 PalaGrotte, Castellana Grotte         | Materdomini       | 3 - 1 | Atlantide Brescia | 25-18, 25-16, 22-25, 25-23        |
| 18ª giornata - 5 febbraio 2017 Palazzetto dello Sport, Montefiascone | Civita Castellana | 2 - 3 | Materdomini       | 20-25, 25-22, 26-28, 25-17, 13-15 |

#### Pool salvezza

##### Girone di andata
| 1ª giornata - 11 febbraio 2017 Palazzetto dello Sport, Roma      | Club Italia | 0 - 3 | Materdomini         | 22-25, 23-25, 23-25               |
| 2ª giornata - 18 febbraio 2017 PalaGrotte, Castellana Grotte     | Materdomini | 0 - 3 | Rinascita Lagonegro | 23-25, 16-25, 23-25               |
| 3ª giornata - 22 febbraio 2017 PalaCivitanova, Civitanova Marche | Potentino   | 3 - 1 | Materdomini         | 25-21, 20-25, 25-20, 27-25        |
| 4ª giornata - 26 febbraio 2017 PalaGrotte, Castellana Grotte     | Materdomini | 3 - 0 | Impavida Ortona     | 25-15, 25-21, 27-25               |
| 5ª giornata - 5 marzo 2017 Palazzetto dello Sport, Tricase       | Alessano    | 2 - 3 | Materdomini         | 25-15, 20-25, 25-21, 25-27, 13-15 |

##### Girone di ritorno
| 6ª giornata - 12 marzo 2017 PalaGrotte, Castellana Grotte   | Materdomini         | 3 - 1 | Club Italia | 25-20, 25-20, 21-25, 28-26 |
| 7ª giornata - 19 marzo 2017 PalaAlberti, Lauria             | Rinascita Lagonegro | 3 - 0 | Materdomini | 25-17, 25-19, 25-17        |
| 8ª giornata - 22 marzo 2017 PalaGrotte, Castellana Grotte   | Materdomini         | 3 - 1 | Potentino   | 25-12, 25-22, 29-31, 25-16 |
| 9ª giornata - 26 marzo 2017 Palasport Comunale, Ortona      | Impavida Ortona     | 3 - 0 | Materdomini | 25-21, 25-17, 25-17        |
| 10ª giornata - 1º aprile 2017 PalaGrotte, Castellana Grotte | Materdomini         | 3 - 0 | Alessano    | 25-14, 25-21, 25-17        |

#### Play-out
| Finale (gara 1) - 9 aprile 2017 Palasport Grottazzolina, Grottazzolina  | M&G         | 3 - 1 | Materdomini | 25-19, 22-25, 25-19, 25-19        |
| Finale (gara 2) - 15 aprile 2017 PalaGrotte, Castellana Grotte          | Materdomini | 0 - 3 | M&G         | 21-25, 19-25, 22-25               |
| Finale (gara 3) - 18 aprile 2017 Palasport Grottazzolina, Grottazzolina | M&G         | 3 - 2 | Materdomini | 25-22, 27-25, 26-28, 24-26, 15-10 |

## Statistiche

### Statistiche di squadra
| Competizione | Punti | In casa | In casa | In casa | In trasferta | In trasferta | In trasferta | Totale | Totale | Totale |
| Competizione | Punti | G       | V       | P       | G            | V            | P            | G      | V      | P      |
| ------------ | ----- | ------- | ------- | ------- | ------------ | ------------ | ------------ | ------ | ------ | ------ |
| Serie A2     | 26    | 15      | 9       | 6       | 16           | 3            | 13           | 31     | 12     | 19     |
| Totale       | -     | 15      | 9       | 6       | 16           | 3            | 13           | 31     | 12     | 19     |

G = partite giocate; V = partite vinte; P = partite perse

### Statistiche dei giocatori
| Giocatore       | Serie A2 | Serie A2 | Serie A2 | Serie A2 | Serie A2 | Totale | Totale | Totale | Totale | Totale |
| Giocatore       | P        | PT       | AV       | MV       | BV       | P      | PT     | AV     | MV     | BV     |
| --------------- | -------- | -------- | -------- | -------- | -------- | ------ | ------ | ------ | ------ | ------ |
| G. Bellei       | 30       | 510      | 440      | 34       | 36       | 30     | 510    | 440    | 34     | 36     |
| U. Buzzelli     | 24       | 56       | 20       | 18       | 18       | 24     | 56     | 20     | 18     | 18     |
| C. Casoli       | 27       | 201      | 173      | 15       | 13       | 27     | 201    | 173    | 15     | 13     |
| D. Catania      | 22       | 0        | 0        | 0        | 0        | 22     | 0      | 0      | 0      | 0      |
| P. Disabato     | 11       | 8        | 6        | 2        | 0        | 11     | 8      | 6      | 2      | 0      |
| A. Fiore        | 22       | 316      | 250      | 22       | 44       | 22     | 316    | 250    | 22     | 44     |
| G. Gargiulo     | 16       | 44       | 17       | 19       | 8        | 16     | 44     | 17     | 19     | 8      |
| M. Izzo         | 6        | 7        | 1        | 4        | 2        | 6      | 7      | 1      | 4      | 2      |
| L. Lacatena     | 0        | 0        | 0        | 0        | 0        | 0      | 0      | 0      | 0      | 0      |
| D. Lavia        | 27       | 224      | 192      | 21       | 11       | 27     | 224    | 192    | 21     | 11     |
| G. Longo        | 24       | 9        | 4        | 1        | 4        | 24     | 9      | 4      | 1      | 4      |
| F. Losco        | 12       | 45       | 41       | 4        | 0        | 12     | 45     | 41     | 4      | 0      |
| A. Nero         | 7        | 0        | 0        | 0        | 0        | 7      | 0      | 0      | 0      | 0      |
| Y. Occhiogrosso | 0        | 0        | 0        | 0        | 0        | 0      | 0      | 0      | 0      | 0      |
| G. Primavera    | 30       | 0        | 0        | 0        | 0        | 30     | 0      | 0      | 0      | 0      |
| S. Scopelliti   | 30       | 198      | 119      | 52       | 27       | 30     | 198    | 119    | 52     | 27     |
| N. Sighinolfi   | 29       | 178      | 127      | 44       | 7        | 29     | 178    | 127    | 44     | 7      |

P = presenze; PT = punti totali; AV = attacchi vincenti; MV = muri vincenti; BV = battute vincenti